# Porbandar
Porbandar (o Poorbunder) (in gujarati પોરબંદર, in hindi पोरबन्दर) è una suddivisione dell'India, classificata come municipality, di 133 083 abitanti, capoluogo del distretto di Porbandar, nello Stato federato del Gujarat. In base al numero di abitanti la città rientra nella classe I (da 100 000 persone in su).
Si tratta della città natale del Mahatma Gandhi.

## Geografia fisica
La città è situata a 21° 37' 60 N e 69° 35' 60 E, sul livello del mare.

## Società

### Evoluzione demografica
Al censimento del 2001 la popolazione di Porbandar assommava a 133 083 persone, delle quali 68 261 maschi e 64 822 femmine. I bambini di età inferiore o uguale ai sei anni assommavano a 14 911, dei quali 7.889 maschi e 7 022 femmine. Infine, coloro che erano in grado di saper almeno leggere e scrivere erano 97 425, dei quali 53 957 maschi e 43 468 femmine.